# Penola (ort)
Penola är en ort i Australien. Den ligger i kommunen Wattle Range och delstaten South Australia, omkring 340 kilometer sydost om delstatshuvudstaden Adelaide. Antalet invånare är 1 512.
Runt Penola är det mycket glesbefolkat, med 2 invånare per kvadratkilometer.. Penola är det största samhället i trakten.
Trakten runt Penola består till största delen av jordbruksmark. Genomsnittlig årsnederbörd är 808 millimeter. Den regnigaste månaden är juli, med i genomsnitt 137 mm nederbörd, och den torraste är februari, med 17 mm nederbörd.